# 雍正皇帝 (小说)
《雍正皇帝》是中国大陆作家二月河的一篇长篇历史小说。本书是二月河“皇帝系列”三部曲中的第二部，前一部是《康熙大帝》，后一部是《乾隆皇帝》。《雍正皇帝》荣获香港《亚洲周刊》评选的20世纪中文小说100强中的压轴作品（第100名）。本书曾被改编为电视剧《雍正王朝》。

## 作品简介
- 第一卷《九王夺嫡》描写鲜为人知的清廷生活，却又不拘囿于那小小的紫禁城。阿哥党争，杀机隐隐，龙庭易主，雍正险胜。改诏说，弑父说，继位说？一段历史，几多疑云，扑朔迷离，令人难解难分。作者用史笔著文，用文笔立史，庙堂之高，江湖之远，无不尽收笔底。上至典章制度、宫殿建设、饮食服饰、礼仪乐律，娓娓道来，书卷气浓；下至勾栏瓦舍、寺舍堂肆、市井乡野、客旅古渡，徐徐展开，风情万种。阿哥逐嫡，明争暗斗，字字权谋权机诈；女伶歌会，绕梁余音，句句回肠荡气。
- 第二卷《雕弓天狼》主要描写九王夺嫡，雍正险胜，紫禁城新桃换旧符。但树欲静而风未止，皇城内外，大江南北，仍杀机四伏。八爷党死而未僵，取代之心，咄咄逼人；专阃将军年羹尧居功自傲，拥军干政；连托孤重臣隆科多也脚踏两只船，擅派兵丁入禁苑。一时间，风急浪险，浮云蔽日。沧海横流，正试帝王才干。雍正依靠方苞等股肱重臣，整肃史治，擢用新人田文镜、刘墨林等，不顾安危，巡视黄河防务，体恤民心。借青海大捷之利，雕弓轻舒，粉碎八爷党和十四弟政变阴谋，圈禁隆科多，赐杀年羹尧。
- 第三卷《恨水东逝》主要描写年羹尧赐死，隆科多圈禁，但八爷党余威未尽。王府密议，欲借铁帽子王逼雍正逊位；乾清宫内，唇枪舌剑，风浪迭起。一边是赫赫天威，雍正严惩骨肉众兄弟，一边是缠绵缱绻，强留酷似旧情人的弟媳。是上天报应，抑或世事偶然，承欢侍御却是天家骨血。乱伦之煎熬，丹药之蚀毁，亡灵之作祟，刚刚还抖擞精神，指点江山，转瞬却白虎玉免同赴大真。鼎丹烛影千古迷案，掩卷深思云遮雾隐。

《雍正皇帝》是二月河“帝王系列”的第二部，它跨越康、雍、乾承先启后数十年历史，成功地描写了雍正皇帝波澜壮阔的一生。本书问世后，再次轰动文坛，在更广大的读者群中引起震动。雍正皇帝是中国历史上极有作为的皇帝之一，也是最有争议的皇帝之一，从他的登基到他的去世，都盛行着各种各样的传说。几百年来，雍正皇帝的头上一直笼罩着神秘莫测、扑朔迷离的疑团。作为创建了清王朝“康乾盛世”的三位杰出帝王之一，雍正生活在两位执政时间最长的皇帝即在位61年的康熙大帝和在位60年的风流天子乾隆之间，犹如耸立在两座高峰之间的又一座高峰，他承先启后，是“康乾盛世”中功不可没的一代帝王。

## 作品影响
《雍正皇帝》是二月河作品中风格最突出的一部。曾获第四届茅盾文学奖的提名，虽然最终没有获奖，但由于茅盾文学奖是中国文学界最高荣誉奖之一，入围后就引起广泛关注。《中国文化报》曾对《雍正皇帝》等作品在复评时的落选称：“茅盾文学奖有遗珠之憾”。
香港《亚洲周刊》于1999年6月仿效西方的“20世纪百大英文小说”而评选出“20世纪中文小说100强”，《雍正皇帝》成为100强中的压轴作品（100名）。2009年，《雍正皇帝》入选“新中国60年中国最具影响力的600本书”，连续获得河南省政府优秀文学艺术成果奖和湖北省优秀畅销书奖，并由香港、台湾等地出版社相继出版发行。

## 電視劇
- 《雍正王朝》1997年电视剧，由中国中央电视台摄制并首播。导演是胡玫， 焦晃饰演康熙帝，唐国强饰演雍正帝，徐敏饰演胤礽，王绘春饰演胤禩，王辉饰演胤祥，杜雨露饰演张廷玉，杜志国饰演年羹尧。

## 廣播劇
- 2001年，本作被香港電台改編為粵語廣播劇《雍正皇帝》 （页面存档备份，存于），總共75集。
- 監製：姚秀鈴
- 編導：曾月娥
- 改編：陳七
- 播音：
  - 鄭少秋 飾 康熙皇帝
  - 黃秋生 飾 雍正皇帝（胤禛四阿哥）
  - 李學斌 飾 胤禩八阿哥
  - 潘文柏 飾 胤祥十三阿哥
  - 蔡雅各 飾 胤禵十四阿哥
  - 張國強 飾 胤礽皇太子(二阿哥)
  - 周慶樑 飾 胤禔大阿哥
  - 劉雪明 飾 胤禟九阿哥
  - 鍾傑良 飾 胤䄉十阿哥
  - 鍾偉明 飾 張廷玉
  - 熊良錫 飾 鄔思道
  - 羅偉亮 飾 年羹堯
  - 龍天生 飾 隆科多 / 戴鐸 (四阿哥家臣)
  - 戴偉光 飾 馬齊
  - 周永坤 飾 佟國維
  - 葉振邦 飾 諾岷
  - 盧　雄 飾 張庭璐 / 鄺師爺(弘時家臣)
  - 李學儒 飾 鐵帽子王·永信
  - 梁思浩 飾 李衛
  - 陳偉匡 飾 楊名時
  - 利耀堂 飾 高其倬
  - 梁奕倫 飾 李紱
  - 華　夫 飾 田文鏡
  - 高　達 飾 圖理琛
  - 曾偉權 飾 俞鴻圖
  - 周文瑛 飾 喬引娣
  - 車森梅 飾 八福晉郭絡羅氏
  - 車淑梅 飾 四福晉烏拉氏
  - 周國豐 飾 雍正皇四子弘曆
  - 劉昭文 飾 雍正皇三子弘時

## 書籍
| 年份   | 書名                   | 作者   | 出版社         | ISBN               |
| 2009年 | 《雍正皇帝（全三册）》 | 二月河 | 长江文艺出版社 | ISBN 9787535440563 |